# Xylopertha retusa
Xylopertha retusa är en skalbaggsart som först beskrevs av Olivier 1790.  Xylopertha retusa ingår i släktet Xylopertha och familjen kapuschongbaggar. Inga underarter finns listade i Catalogue of Life.

## Bildgalleri

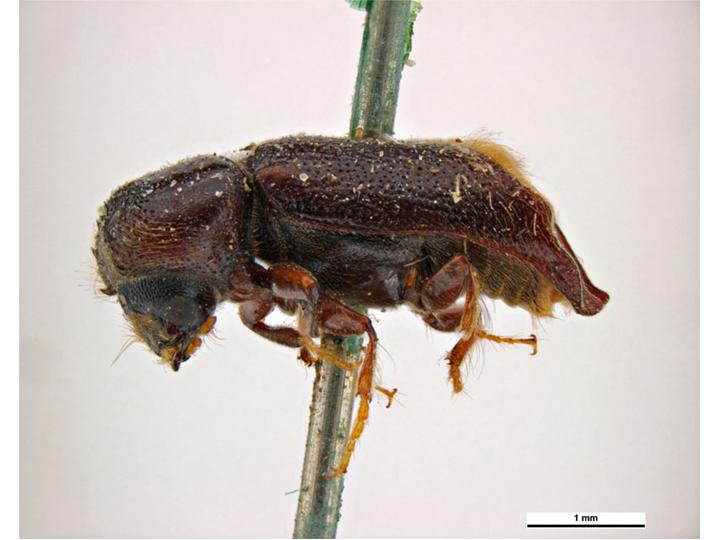